# شون وليامز (كاتب)
شون وليامز (بالإنجليزية: Sean Williams)‏ هو صحفي وكاتب ومؤلف أسترالي، ولد في 23 مايو 1967 في وايللا في أستراليا.

## وصلات خارجية
- الموقع الرسمي
- شون وليامز على موقع ميوزك برينز (الإنجليزية)